# Coizard-Joches
Coizard-Joches est une commune française, située dans le département de la Marne en région Grand Est.

## Géographie

### Localisation
Coizard-Joches se trouve au sud-ouest du département de la Marne, en région Grand Est. La commune appartient à la région agricole de la Champagne crayeuse.
La commune de Coizard-Joches s'étend sur une superficie de 1 078 hectares. Sur son territoire, l'altitude varie de 138 à 231 mètres. Le relief est plus marqué au nord de la commune, à l'exception du vallon formé par le ruisseau de Cubersant qui s'écoule vers le sud. Au nord de Coizart, se trouve le point culminant de la commune, au sommet boisé et dont le versant sud accueille des vignes du vignoble de Champagne. Le village de Coizard se trouve au centre de la commune, Joches plus à l'ouest. L'altitude décroit en direction de la vallée du Petit Morin et des marais de Saint-Gond qui occupent le sud de la commune. Au-delà des marais se trouve le hameau la Verrerie.
Par la route, Coizard-Joches se situe à 41 km de Châlons-en-Champagne, préfecture, à 35 km d'Épernay, sous-préfecture, et à 39 km de Dormans, bureau centralisateur du canton de Dormans-Paysages de Champagne dont dépend Coizard-Joches depuis 2015. La commune fait en outre partie du bassin de vie de Sézanne, commune distante de 22 km par la route.
Coizard-Joches est limitrophe de 5 communes :
| Villevenard | Congy            |             |
| Courjeonnet | Coizard-Joches   | Vert-Toulon |
|             | Broussy-le-Grand |             |

### Hydrographie

#### Réseau hydrographique
La commune est dans la région hydrographique « la Seine de sa source au confluent de l'Oise (exclu) » au sein du bassin Seine-Normandie. Elle est drainée par le Petit Morin, le Moulin, la Petite Fontaine, le canal 01 de la Dépêche, le canal 01 de l'Aire du Chat, le canal 02 de la Pointe et le ruisseau de Cubersault,.
Le Petit Morin, d'une longueur de 86 km, prend sa source dans la commune de Val-des-Marais et se jette dans la Marne à La Ferté-sous-Jouarre, après avoir traversé 29 communes. 

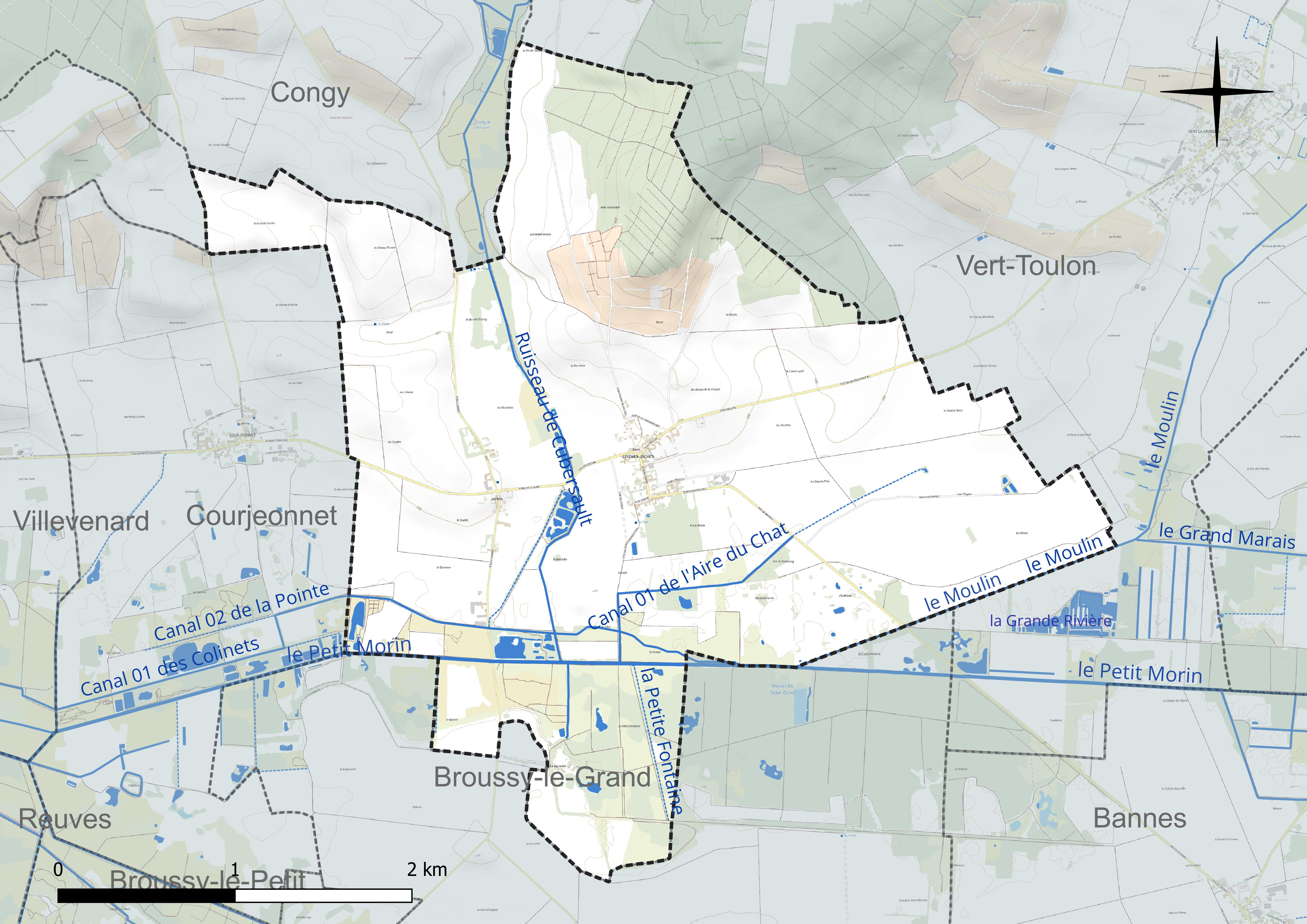
Réseau hydrographique de Coizard-Joches.

#### Gestion et qualité des eaux
Le territoire communal est couvert par le schéma d'aménagement et de gestion des eaux (SAGE) « Petit et Grand Morin ». Ce document de planification concerne le territoire des bassins versants du Petit Morin (630 km2) et du Grand Morin (1 185 km2) et se répartit sur trois départements (la Marne, l'Aisne et la Seine-et-Marne). Il a été approuvé le 21 octobre 2016. La structure porteuse de l'élaboration et de la mise en œuvre est le Syndicat mixte d'aménagement et de gestion des eaux (SMAGE) - EPAGE. 
La qualité des cours d’eau peut être consultée sur un site dédié géré par les agences de l’eau et l’Agence française pour la biodiversité. 

### Climat
Pour des articles plus généraux, voir Climat du Grand Est et Climat de la Marne.
En 2010, le climat de la commune est de type climat océanique dégradé des plaines du Centre et du Nord, selon une étude du Centre national de la recherche scientifique s'appuyant sur une série de données couvrant la période 1971-2000. En 2020, Météo-France publie une typologie des climats de la France métropolitaine dans laquelle la commune est exposée à un climat océanique altéré et est dans la région climatique  Nord-est du bassin Parisien, caractérisée par un ensoleillement médiocre, une pluviométrie moyenne régulièrement répartie au cours de l’année et un hiver froid (3 °C). 
Pour la période 1971-2000, la température annuelle moyenne est de 10,2 °C, avec une amplitude thermique annuelle de 15,8 °C. Le cumul annuel moyen de précipitations est de 741 mm, avec 11,5 jours de précipitations en janvier et 7,7 jours en juillet. Pour la période 1991-2020, la température moyenne annuelle observée sur la station météorologique de Météo-France la plus proche, « Chouilly », sur la commune de Chouilly à 24 km à vol d'oiseau, est de 11,4 °C et le cumul annuel moyen de précipitations est de 668,9 mm. 
La température maximale relevée sur cette station est de 40,3 °C, atteinte le 25 juillet 2019 ; la température minimale est de −12,3 °C, atteinte le 5 février 2012,,. 
Les paramètres climatiques de la commune ont été estimés pour le milieu du siècle (2041-2070) selon différents scénarios d'émission de gaz à effet de serre à partir des nouvelles projections climatiques de référence DRIAS-2020. Ils sont consultables sur un site dédié publié par Météo-France en novembre 2022.

### Milieux naturels et biodiversité
L'Inventaire national du patrimoine naturel (INPN) recense 607 espèces sur le territoire de la commune, dont 68 espèces protégées et 56 espèces menacées.
Coizard-Joches compte une zone naturelle d'intérêt écologique, faunistique et floristique (ZNIEFF) de type I : « les marais de Saint-Gond ». La ZNIEFF s'étend sur environ 3 200 hectares et 13 communes marnaises. Dans la vallée du Petit Morin, elle accueille des tourbières alcalines particulièrement importantes du point de vue environnemental. En matière de flore, 43 espèces rares ou protégées y sont présentes. En matière de faune, le site est particulièrement favorable aux amphibiens, aux lépidoptères, aux odonates et aux oiseaux. Les marais de Saint-Gond sont également un site d'intérêt communautaire du réseau Natura 2000.

## Urbanisme

### Typologie
Au 1er janvier 2024, Coizard-Joches est catégorisée commune rurale à habitat très dispersé, selon la nouvelle grille communale de densité à sept niveaux définie par l'Insee en 2022.
Elle est située hors unité urbaine et hors attraction des villes,.

### Occupation des sols
L'occupation des sols de la commune, telle qu'elle ressort de la base de données européenne d’occupation biophysique des sols Corine Land Cover (CLC), est marquée par l'importance des territoires agricoles (70,8 % en 2018), en augmentation par rapport à 1990 (66,1 %). La répartition détaillée en 2018 est la suivante : terres arables (61,9 %), zones humides intérieures (18,9 %), forêts (8 %), prairies (5,7 %), cultures permanentes (3 %), zones urbanisées (2,3 %), zones agricoles hétérogènes (0,3 %).
L'évolution de l’occupation des sols de la commune et de ses infrastructures peut être observée sur les différentes représentations cartographiques du territoire : la carte de Cassini (XVIIIe siècle), la carte d'état-major (1820-1866) et les cartes ou photos aériennes de l'IGN pour la période actuelle (1950 à aujourd'hui).

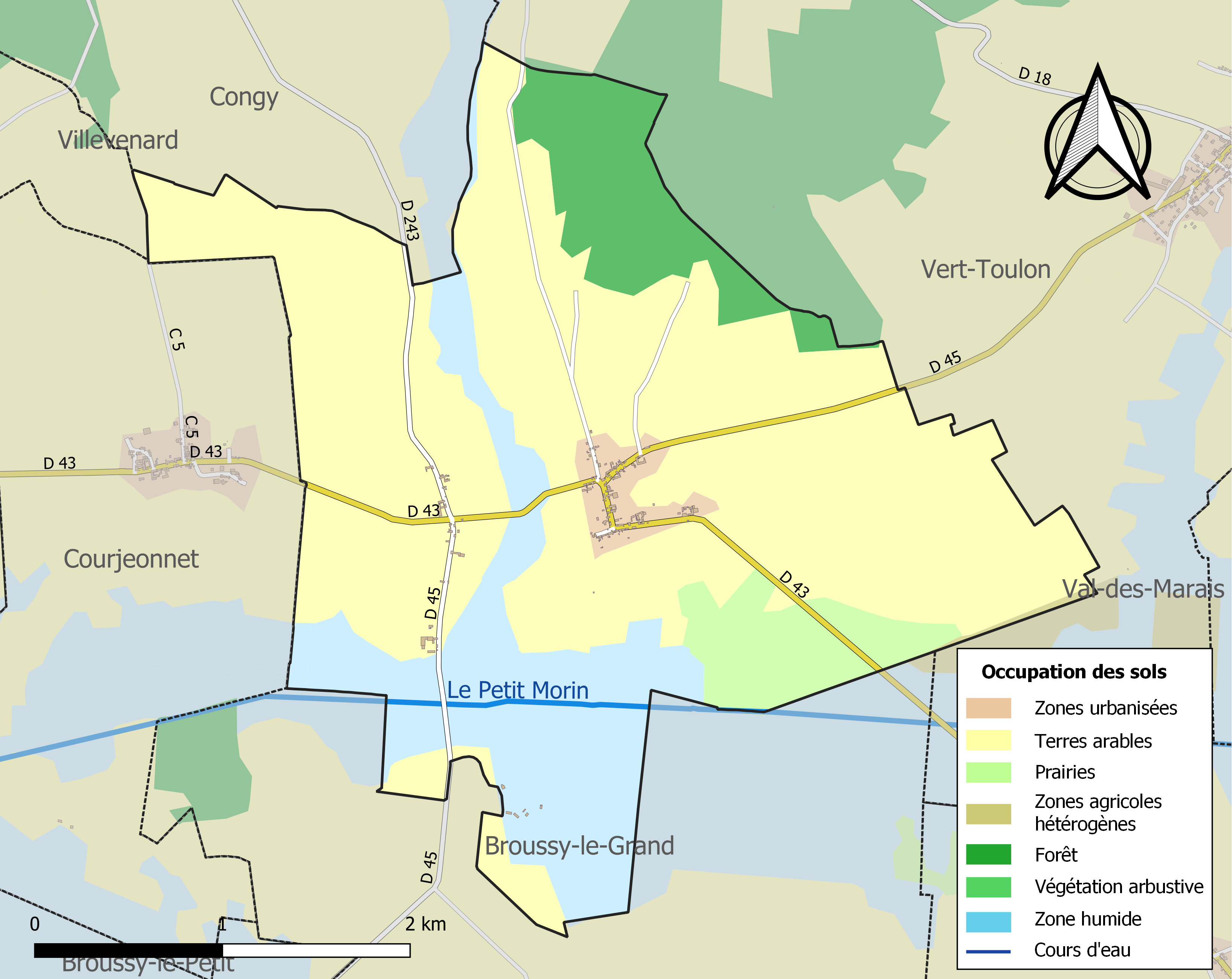
Carte des infrastructures et de l'occupation des sols de la commune en 2018 (CLC).

### Habitat et logement
En 2021, Coizard-Joches compte 67 logements. Ces logements sont uniquement des maisons ; la commune ne comptant que aucun appartement. En raison de la prévalence des maisons, les résidences principales de Coizard-Joches disposent en moyenne de 4,8 pièces.
Le tableau ci-dessous présente une comparaison de quelques indicateurs chiffrés du logement pour Coizard-Joches, la communauté de communes des Paysages de la Champagne (CCPC), le département de la Marne et la France entière :
|                                                            | Coizard-Joches | CCPC   | Marne   | France     |
| ---------------------------------------------------------- | -------------- | ------ | ------- | ---------- |
| Ensemble des logements                                     | 67             | 11 470 | 300 919 | 37 155 918 |
| Part des résidences principales (en %)                     | 61,7           | 80,9   | 87,5    | 82,2       |
| Part des résidences secondaires (en %)                     | 17,7           | 5,8    | 3,4     | 9,7        |
| Part des logements vacants (en %)                          | 20,6           | 13,4   | 9,1     | 8,1        |
| Part des propriétaires de leur résidence principale (en %) | 75,0           | 76,4   | 52,2    | 57,5       |

À Coizard-Joches, en 2021, 61,7 % des logements sont des résidences principales, 17,7 % des résidences secondaires et 20,6 % des logements vacants. Par ailleurs, 75 % des ménages sont propriétaires de leur résidence principale. Coizard-Joches se démarque alors par un nombre supérieur à la moyenne de résidences secondaires et de logements vacants.
Parmi les 40 résidences principales construites avant 2019, 30,2 % avaient été construites avant 1919, 18,6 % entre 1919 et 1945, 14 % entre 1946 et 1970, 20,9 % entre 1971 et 1990, 11,6 % entre 1991 et 2005 et 4,7 % entre 2006 et 2018.
Le tableau ci-dessous présente l'évolution du nombre de logements sur le territoire de la commune, par catégorie, depuis 1968 :
|                        | 1968 | 1975 | 1982 | 1990 | 1999 | 2010 | 2015 | 2021 |
| ---------------------- | ---- | ---- | ---- | ---- | ---- | ---- | ---- | ---- |
| Résidences principales | 45   | 51   | 48   | 44   | 47   | 44   | 43   | 41   |
| Résidences secondaires | 11   | 10   | 14   | 12   | 12   | 17   | 15   | 12   |
| Logements vacants      | 13   | 16   | 16   | 20   | 12   | 7    | 10   | 14   |
| Total                  | 69   | 77   | 78   | 76   | 71   | 68   | 67   | 67   |

### Voies de communication et transports
Coizard et Joches sont reliées par la route départementale 43 qui part vers Courjeonnet puis Montmirail à l'ouest et Bannes puis Fère-Champenoise au sud-est. La route départementale 45 qui partage son tracé avec la RD 43 entre Coizard et Joches part vers Vert-Toulon au nord-est et Broussy-le-Petit au sud. Enfin, la route départementale 243 relie Joches à Congy au nord.

## Toponymie
Par décret du 22 juin 1847, Coizard absorbe la commune de Joches et prend le nom de Coizard-Joches.
Coizard est attesté sous les formes : Coherardus (1131) ; Curia Herardi (vers 1150) ; Coheirart (1164) ; Choairardus (1175) ; Coerart (1197) ; Coherart (1202) ; Courrart (1366) ; Coirart (1375) ; Coyzard (1405) ; Courard (1508) ; Coerrard (1526) ; Corrard, Corard (1537) ; Coirard (1542) ; Coyrard (1571) ; Coyezartz (1603) ; Couerard, Couerat, Coisart (1605) ; Coissart (1633) ; Coizar (1652) ; Croizard (1673) ; Coisarts (vers 1700) ; Coizard (1770) ; Coizart (1860).

Joches est attesté sous les formes Joche (1131) ; Joiches (1151) ; Jochæ (1178) ; Joches (1223) ; Josse (1556) ; Jochez (1756).

## Histoire
En 1847, la commune de Coizard absorbe celle de Joches.

## Politique et administration
| Période                                  | Période                      | Identité      | Étiquette | Qualité                         |
| ---------------------------------------- | ---------------------------- | ------------- | --------- | ------------------------------- |
| Les données manquantes sont à compléter. |                              |               |           |                                 |
| 1983                                     | En cours (au 4 juillet 2014) | Gérard Guyard |           | Réélu pour le mandat 2014-2020, |

## Équipements et services publics

### Eau et déchets
L'approvisionnement en eau potable et l'assainissement des eaux usées sont des compétences de la communauté de communes des Paysages de la Champagne. La commune est alimentée en eau potable par les captages de Coizard-Joches (Le Bas de l'Étang). La production et la distribution d'eau potable font l'objet d'une délégation de service public confiée à Suez jusqu'en 2029. Coizard-Joches accueille une station d'épuration à filtre à sable d'une capacité de 150 équivalent-habitants sur son territoire. L'assainissement collectif y est assuré en régie par la communauté de communes.
La communauté de communes est également compétente en matière de déchets. La collecte des ordures ménagères résiduelles et des déchets recyclables est réalisée en porte à porte. La communauté de commune adhérant au syndicat de valorisation des ordures ménagères de la Marne (SYVALOM), ces déchets sont amenés au centre de transfert départemental de Pierry puis valorisés sur le site de La Veuve. La collecte du verre et des textiles se fait en apport volontaire. La communauté de communes met par ailleurs six déchèteries à disposition de ses habitants, accessibles après création d'une carte d'accès : à Châtillon-sur-Marne, Damery-Venteuil, Fèrebrianges, Mareuil-le-Port, Montmort-Lucy et Trélou-sur-Marne.

### Enseignement
Coizard-Joches fait partie de l'académie de Reims.
Les enfants de Coizard-Joches sont accueillis au sein des écoles de Congy. Installées rue des Prés, les écoles sont fréquentées par 37 élèves de maternelle et 57 élèves d'élémentaire (chiffres 2024-2025)
Les jeunes de Coizard-Joches sont ensuite rattachés au collège Lucie Aubrac de Montmort-Lucy et au lycée La Fontaine du Vé de Sézanne.

### Postes et télécommunications
Deux boîtes aux lettres de La Poste se trouvent sur le territoire de la commune : rue Saint-André à Coizard et rue des Limons à Joches. Le bureau de poste le plus proche est l'agence communale de Congy, située à environ 4 km de Coizard-Joches.

### Justice, sécurité et secours
Du point de vue judiciaire, Coizard-Joches relève du conseil de prud'hommes d'Épernay, du tribunal de commerce de Reims, du tribunal judiciaire, du tribunal paritaire des baux ruraux et du tribunal pour enfants de Châlons-en-Champagne, dans le ressort de la cour d'appel de Reims. Pour le contentieux administratif, la commune dépend du tribunal administratif de Châlons-en-Champagne et de la cour administrative d'appel de Nancy.
Coizard-Joches est située en secteur Gendarmerie nationale et dépend de la brigade d'Étoges.
En matière d'incendie et de secours, le centre d'incendie et de secours le plus proche est celui de Montmort, rattaché au Service départemental d'incendie et de secours (SDIS) de la Marne.

## Population et société

### Démographie
L'évolution du nombre d'habitants est connue à travers les recensements de la population effectués dans la commune depuis 1793. Pour les communes de moins de 10 000 habitants, une enquête de recensement portant sur toute la population est réalisée tous les cinq ans, les populations de référence des années intermédiaires étant quant à elles estimées par interpolation ou extrapolation. Pour la commune, le premier recensement exhaustif entrant dans le cadre du nouveau dispositif a été réalisé en 2006.

En 2022, la commune comptait 91 habitants, en évolution de +19,74 % par rapport à 2016 (Marne : −1,19 %, France hors Mayotte : +2,11 %).
| 1793 | 1800 | 1806 | 1821 | 1831 | 1836 | 1841 | 1846 | 1851 |
| ---- | ---- | ---- | ---- | ---- | ---- | ---- | ---- | ---- |
| 140  | 150  | 152  | 153  | 181  | 185  | 205  | 225  | 306  |

| 1856 | 1861 | 1866 | 1872 | 1876 | 1881 | 1886 | 1891 | 1896 |
| ---- | ---- | ---- | ---- | ---- | ---- | ---- | ---- | ---- |
| 330  | 326  | 329  | 304  | 291  | 263  | 275  | 244  | 229  |

| 1901 | 1906 | 1911 | 1921 | 1926 | 1931 | 1936 | 1946 | 1954 |
| ---- | ---- | ---- | ---- | ---- | ---- | ---- | ---- | ---- |
| 239  | 249  | 231  | 226  | 187  | 181  | 187  | 183  | 174  |

| 1962 | 1968 | 1975 | 1982 | 1990 | 1999 | 2006 | 2011 | 2016 |
| ---- | ---- | ---- | ---- | ---- | ---- | ---- | ---- | ---- |
| 173  | 148  | 146  | 118  | 102  | 107  | 90   | 82   | 76   |

| 2021 | 2022 | - | - | - | - | - | - | - |
| ---- | ---- | - | - | - | - | - | - | - |
| 85   | 91   | - | - | - | - | - | - | - |

### Sports et loisirs
Depuis 2009, la commune accueille un stand de ball-trap, dénommé SCCFC (Shooting Club Champagne François-Charlot). Le stand a organisé à Coizard-Joches le deuxième grand prix de France de skeet olympique (discipline de tirs aux plateaux) en septembre 2010, où 14 nations étaient présentes.

### Cultes
Pour le culte catholique, Coizard-Joches dépend de la paroisse Saint-Alpin - Le Surmelin, au sein du diocèse de Châlons-en-Champagne.

### Médias
La presse écrite régionale comprend le quotidien L'Union et l'hebdomadaire L'Hebdo du vendredi.
Parmi les stations de radio locales, il est possible de citer Ici Champagne-Ardenne et Champagne FM.

## Culture locale et patrimoine

### Lieux et monuments
La nécropole de Coizard-Joches compte 37 hypogées, monuments funéraires creusés dans la craie, à flanc de coteaux, dont deux sont encore aujourd'hui accessibles. Jusqu'au environ de 2000 av. J.-C., les habitants de la région y déposaient leurs morts et les confiaient à la garde de déesses dont on retrouve trace sur les parois de l'un des hypogées. L'ensemble est classé monument historique le 14 mai 1926 et se situe au lieu-dit le Razet.
La commune compte deux églises. L'église Saint-André de Coizard remonte au XIIe siècle. Elle classée monument historique depuis le 10 juillet 1916. Elle est l'une des rares églises marnaises étant restées entièrement romanes. L'église Saint-Armand de Joches date également du XIIe siècle. Elle a été en partie rénovée en 1752.